# Janko Kersnik
Janko Kersnik (Brdo pri Lukovici, 4 settembre 1852 – Lubiana, 28 luglio 1897) è stato uno scrittore e politico sloveno.

## Biografia

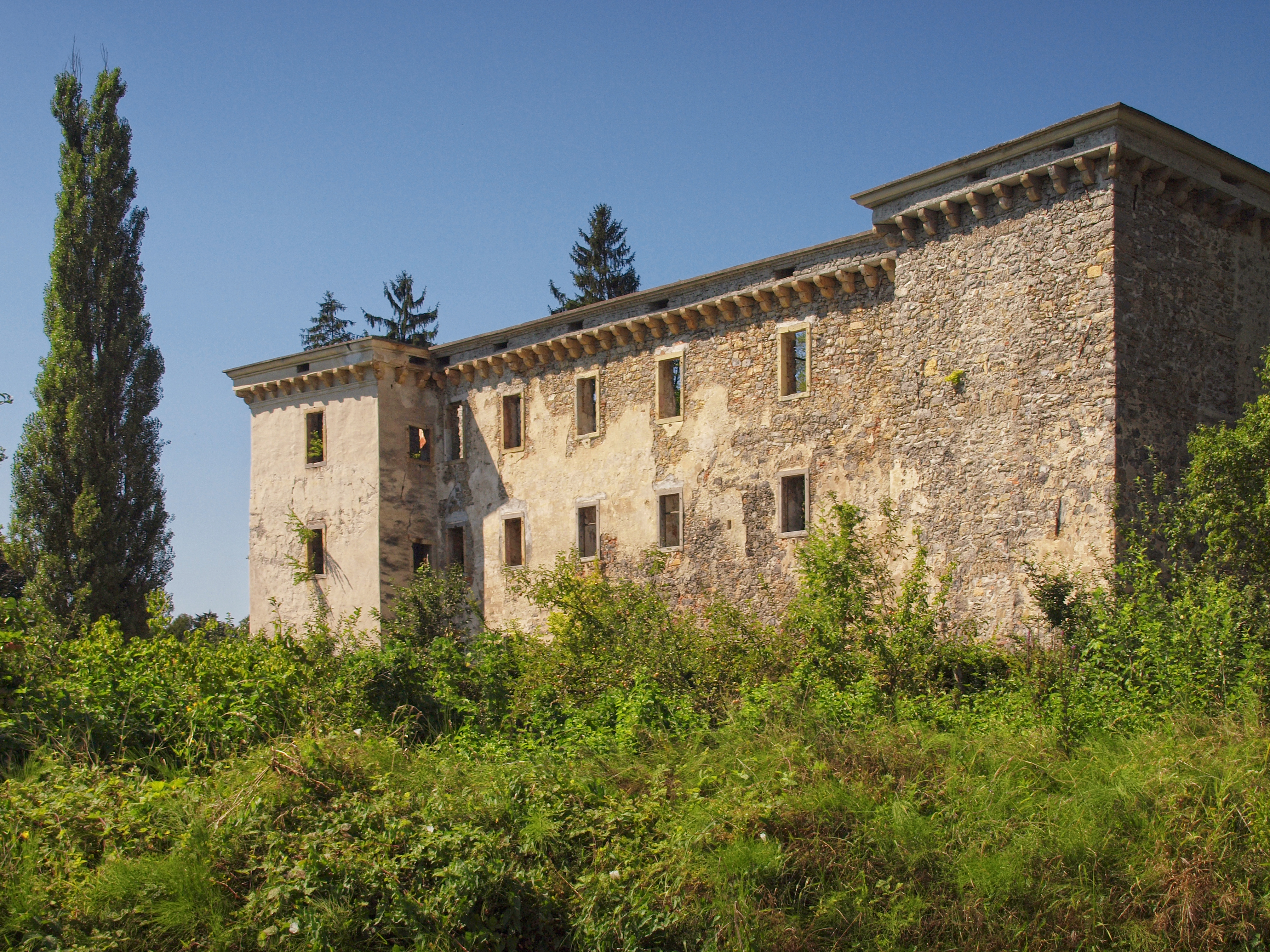
Il castello di Brdu pri Lukovici

Kersnik si dimostrò uno scrittore originale ed importante per la letteratura slovena ottocentesca.
Suo padre, Jože Kersnik, era un giudice distrettuale, mentre sua madre, Berta Höffern, era una nobildonna locale.
Ha frequentato la scuola di grammatica di lingua tedesca a Lubiana, successivamente ha continuato i suoi studi sotto la guida privata di Fran Levec, un influente storico letterario sloveno, infine studiò legge all'Università di Vienna e a Graz, dove si laureò nel 1874.
Lavorò nell'amministrazione austro-ungarica a Lubiana tra il 1874 e il 1878, dopo di che aprì un ufficio notarile di diritto civile nel suo luogo nativo Brdo pri Lukovici.
Alla fine degli anni settanta del XIX secolo, divenne attivo in politica nel partito liberale dei giovani sloveni. Nel 1883 fu eletto alla dieta provinciale dei Carnioli, al Parlamento, oltre che sindaco di lunga data a Lukovica. Insieme a Fran Šuklje, apparteneva alla fazione moderata dei liberali sloveni e si opponeva sia al conservatorismo degli antichi sloveni, al centralismo dei liberali austriaci, sia al liberalismo nazionale radicale sloveno, sostenuto da Ivan Hribar e Ivan Tavčar.
Kersnik si sposò nel 1881 e ebbe tre figli e sei figlie.
Le opere dei suoi esordi, il romanzo Na Žerinjah ("A Žerinjc", 1876) ed il racconto Lutrski ljudje ("I Luterani", 1882), evidenziarono una vicinanza dell'autore ad elementi veristi, anche se ricevettero ancora l'influenza del Romanticismo e l'ispirazione dal pessimismo erotico di Josip Stritar.
Kersnik seguì uno sviluppo stilistico aderendo al Realismo, dedicando la sua attenzione alla vita politica dei personaggi borghesi, primo tra gli scrittori sloveni, e non solamente alla descrizione delle problematiche sociali.
Queste sue tendenze letterarie l'autore le mostrò chiaramente nei romanzi Ciklamen ("Il ciclamino", 1883) e Agitator ("L'agitatore", 1885), oltre che nelle opere a tematica rurale, tra le quali V zemljiškki knjigi ("Al catasto", 1884), Mačkova očeta ("I due padri di Maček", 1886), Otroški dohtar ("Il giudice dei minorenni", 1887), Kmetska smri ("La morte del contadino", 1890), Mamon, ("Mammona", 1891), incentrate sempre più sulle condizioni economiche dei lavoratori, e non solamente su spunti folcloristici, come in Ponkrčevo oče ("Il padre di Ponkrč", 1882) e in Rojenica ("Il demone del destino", 1884).
Gli ultimi lavori di Kersnik si caratterizzarono per un intenso verismo, come Testament ("Testamento", 1887), storia di interessi contrastati; Rošlin in Vrjanko ("Rošlin e Vrjanko", 1889), un'autobiografia miscelata da elementi popolari; Jara gospoda ("I nuovi ricchi", 1893); Očetov greh ("Il peccato del padre", 1894).

## Opere principali
- Na Žerinjah, 1876;
- Rokovnjači, 1881;
- Lutrski ljudje, 1882;
- Ciklamen, 1883;
- Gospod Janez, 1884;
- Agitator, 1885;
- Mačkova očeta, 1886;
- Testament, 1887;
- Dohtar Konec in njegov konj, 1888;
- Kako je stari Molek tatu iskal, 1889;
- Kmetske slike, 1891;
- Jara gospoda, 1893;
- Očetov greh, 1894.